# Barricadas de Letonia
Las Barricadas (Barikādes en letón) fueron una serie de confrontaciones entre Letonia y la Unión Soviética que tuvo lugar en enero de 1991. La mayor parte tuvo lugar en Riga. El nombre de dicho evento proviene del esfuerzo popular a la hora de levantar obstáculos durante el tiempo que duró el conflicto. 
Un año atrás Lituania declaró la independencia del territorio soviético, por lo que estos últimos intentaron recuperar el control del territorio a la fuerza. Tras los ataques de la OMON en la capital letona, el Gobierno hizo un llamamiento a la población para que levantase barricadas con la que proteger posibles objetivos. Acto seguido se procedieron a crear parapetos en varias localidades como Ulbroka, Kuldīga y Liepāja. 
En total fallecieron seis personas, de los cuales cuatro fueron civiles, en consecuencia de las acciones soviéticas. La mayoría falleció el 20 de enero en el ataque al Ministerio del Interior, mientras que otro perdió la vida al reforzar una barricada. Por otra parte, se desconoce la cifra exacta de fallecidos entre el bando soviético.
Alrededor de 32.000 personas obtuvieron una medalla conmemorativa por su participación y/o apoyo durante los eventos de las Barricadas.

## Trasfondo

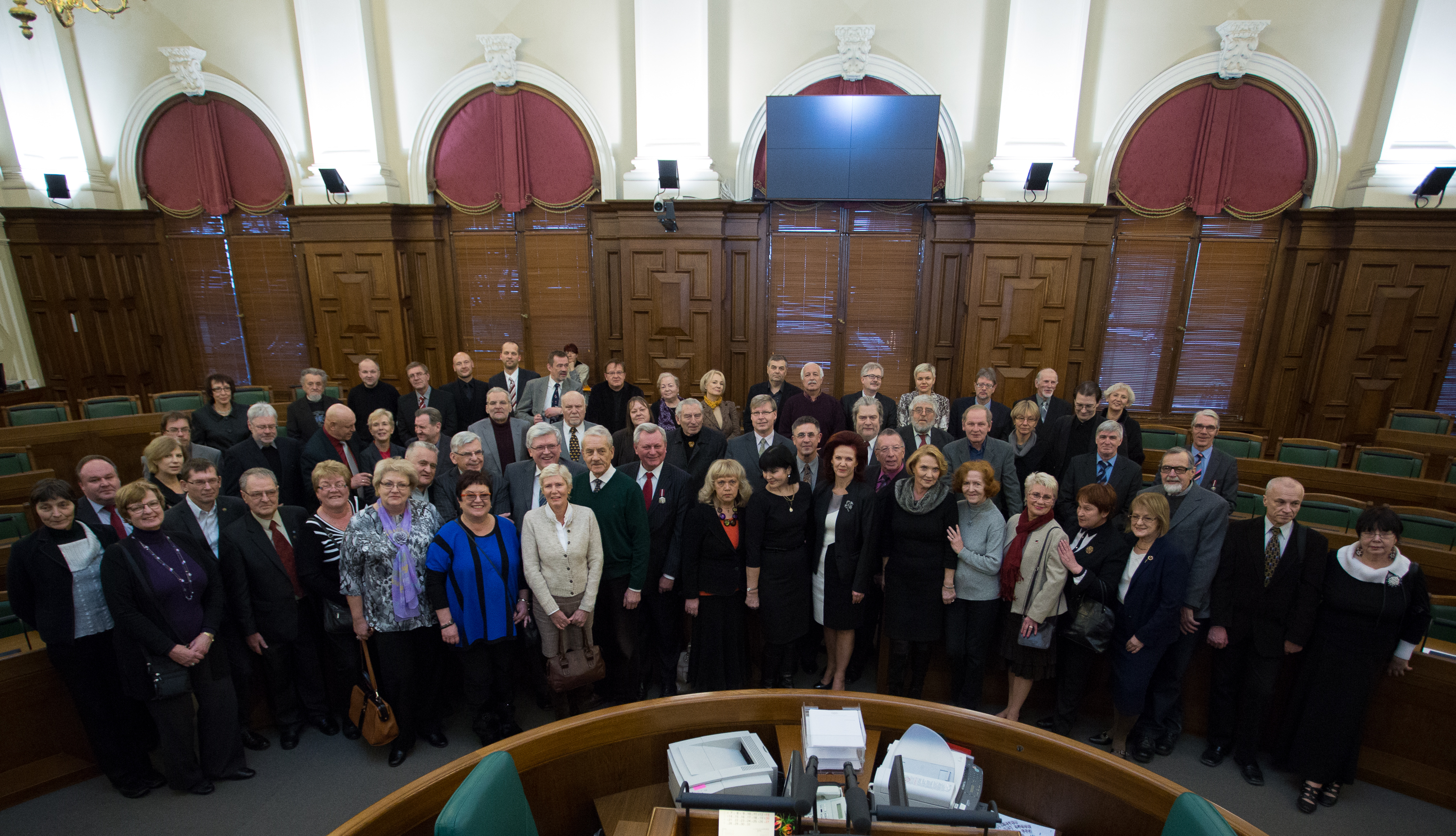
Imagen de 2013 de los periodistas que estuvieron presentes en los sucesos de las barricadas

Durante la II Guerra Mundial, la república báltica fue anexionada por la Unión Soviética junto con los otros dos estados vecinos. En 1985 Mijaíl Gorbachov introdujo políticas aperturistas (el Glasnost y la Perestroika) con la esperanza de reactivar la economía nacional. Dichas reformas supusieron un alivio respecto a las libertades políticas. Sin embargo, se producirían problemas dentro de la Unión Soviética respecto a las olas criminales en el país tiempo atrás y que fueron silenciadas y denegadas por el Gobierno, razón por la que tanto secretismo produjo desafección entre la opinión pública. A esto se le añade la guerra en Afganistán y el desastre de Chernóbil. Otra consecuencia no deseada para las autoridades por el Glasnost fue los fuertes sentimientos nacionalistas reprimidos y que concluyeron con la posterior disolución de la Unión Soviética.
En Letonia las manifestaciones partidarias de la independencia no se hicieron esperar. El 18 de marzo de 1990 se celebraron las elecciones del Soviet Supremo regional con el resultado favorable para la coalición de la Facción del Frente Popular Letón, formado por el Frente Popular, los Verdes y el Movimiento por la Independencia Nacional. En cuanto a los partidos prosoviéticos pasaron a formar parte de la oposición.
Dos meses después, el Soviet Supremo pasó a ser conocido como el Consejo Supremo de la República de Letonia, lugar desde el que se declaró la restauración de la independencia dando comienzo a la secesión de la Unión Soviética. Sin embargo, el estado soviético no reconoció al nuevo estado al considerarlo contrario a las constituciones republicanas. En consecuencia, aumentaron las tensiones entre ambos países. Es entonces cuando surgieron movimientos partidarios del antiguo régimen como Interfronte, el LKP y el Comité Ciudadano de Rescate.

## Amenazas de intervención soviética
Las fuerzas prosoviéticas intentaron provocar actos violentos en todo el territorio con tal de derrocar al Gobierno. Durante el mes de diciembre de 1990 se produjeron una serie de atentados con bomba, cuatro de las cuales fueron reconocidas por el Mariscal soviético Dmitriy Yazov. Por otra parte, la medios de comunicación afines al antiguo régimen responsabilizaron a los nacionalistas letones.
Tanto las autoridades soviéticas como los grupos prosoviéticos amenazaron con aplicar un estado de emergencia que concedería autoridad ilimitada al Presidente Gorbachov y a las fuerzas militares con el objetivo de "imponer el orden" en las repúblicas bálticas. Al mismo tiempo, las tropas junto con las unidades del OMON y la KGB cruzaron la frontera con Letonia. El 23 de diciembre de 1990 se produjo un combate en Jūrmala. Se rumoreó entonces que se estaría produciendo un golpe de Estado con el fin de instaurar una dictadura, tal como reconoció el ministro de Exteriores soviético Eduard Shevardnadze tres días antes cuando presentó su dimisión.
El 11 de diciembre el Frente Popular publicó una declaración en la que se llamaba a la calma ante lo que pudiese suceder en las próximas horas. También comunicó algunas recomendaciones sobre cómo proceder en caso de que el poder cayese en manos de los soviéticos, por ejemplo seguir apoyando la independencia y atraer la atención de la comunidad internacional, unirse a las unidades de voluntarios y tratar de razonar con la población rusa de Letonia y explicarles que las ideas del Frente Popular don similares a la de los demócratas del país vecino. Aparte, hicieron un llamamiento para proteger la economía y garantizar el derecho a la información.
En caso de que finalmente fuese instaurado el control ruso, se sugirió iniciar una campaña de desobediencia civil en la que se ignorase las órdenes y leyes del [posible] nuevo régimen. También se boicotearían las elecciones y demás referendums que pudiesen tener lugar e intentar desestabilizar la economía con huelgas con el objetivo de paralizar la producción tal como se hizo en el pasado durante la época soviética.  Además se pedía ayudar a los movimientos independentistas a continuar su trabajo clandestino e intentar introducirse en las instituciones soviéticas a la par de denunciar cualquier crimen que pudiesen cometer las autoridades durante el estado de emergencia.

## Cronología

### Primeros ataques
El 2 de enero de 1991 la OMON tomó la Preses Nams, la imprenta nacional; y atacaron a varios agentes de la policía criminal que estaban documentando los sucesos.[cita requerida] El Consejo Supremo organizó un pleno en el que informaron del incidente y definieron el ataque de ilegal. Posteriormente algunos de los presentes en la Casa de la Prensa fueron liberados.
El Frente Popular organizó protestas frente a la sede del LKP, acusados de perpetuar el asalto. A pesar de la interrupción de las actividades en la imprenta, se permitió la impresión de medios de prensa escrita prosoviéticos. Dos días después asaltaron la central telefónica en Vecmīlgrāvis y se especuló con que habían cortado las líneas. Posteriormente asaltaron el Ministerio de Asuntos Interiores, sin embargo no se llegó a interrumpir la línea telefónica por temor a que pudiesen atacar el conmutador de llamadas internacionales. Al contrario de lo que declaraban los oficiales de la OMON, Boris Pugo y Gorbachov negaron haber sido informados del ataque, sin embargo las fuerzas militares continuaron su marcha y el mismo día una unidad de inteligencia llegó a la capital.
El 7 de enero, Gorbachov y Dmitri Yázov mandaron unidades de comando a varias repúblicas soviéticas aparte de la de Letonia.
El 11 de enero tuvo lugar el Consejo del Distrito Militar Báltico, los cuales acordaron armar a los oficiales y cadetes soviéticos con armas de artillería. En cuanto a las calles de Riga, se pudieron observar tropas y vehículos blindados. También se llevaron a cabo varias manifestaciones tanto de partidarios como de las autoridades soviéticas. Por ejemplo, Interfronte consiguió reunir a 50.000 manifestantes para exigir la dimisión del Gobierno.

### Levantamiento de las barricadas

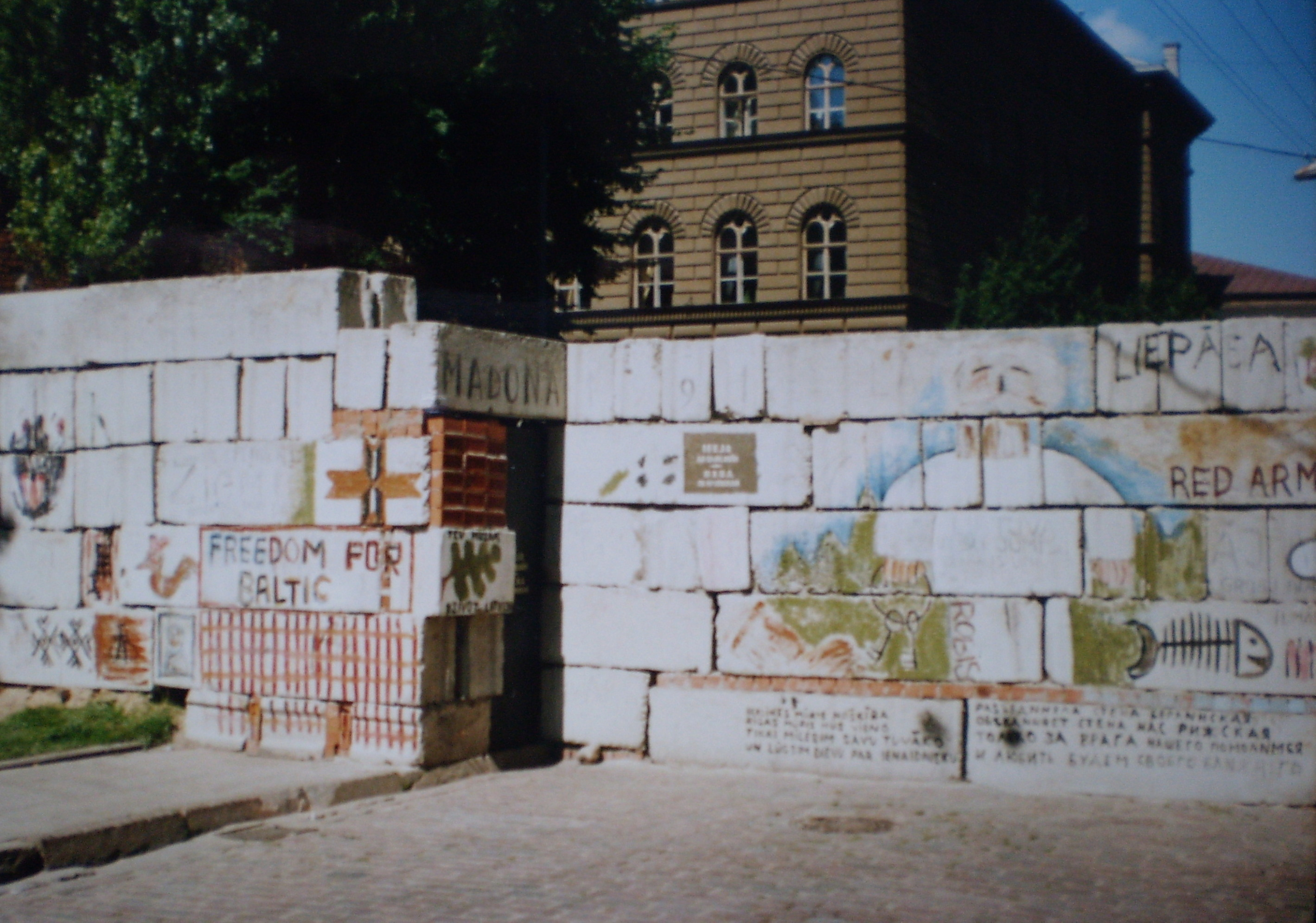
Barricada en la calle Jēkaba. Justo detrás se encuentra el Parlamento

Dos días antes de empezar las hostilidades, las fuerzas militares soviéticas invadieron Lituania.
El 12 de enero, el Frente Popular declaró que se iban a organizar manifestaciones a nivel internacional en apoyo al legítimo gobierno electo, y llamó a defender los objetivos estratégicos. A pesar de la operación inminente, el Presidium Supremo Soviético de la RSFS de Rusia pidió al Gobierno soviético la retirada de las fuerzas militares de las tres repúblicas bálticas. Aun así, Gorbachov se comprometió con el Gobierno letón a que "no recurrirían a la fuerza". Sin embargo, aquella misma noche las fuerzas soviéticas asaltaron la Torre de Televisión de Vilna con un resultado final de trece fallecidos, por lo que se hizo un llamamiento a la población para preparar las defensas. Aquella acción fue vista por los tres estados como un ataque a sus propias soberanías.
A las 04:45 (hora local) del 13 de enero el Frente Popular emitió un comunicado a través de la radio en la que pedía a la población que se reuniese en la Plaza de la Catedral. A las 12:00 se celebró la sesión de defensa en el Consejo y a las 14:00, en el momento de empezar la manifestación, habían reunidas 700.000 personas. En aquel mismo momento, helicópteros soviéticos sobrevolaron la zona y lanzaron octavillas de advertencia. Tras la manifestación, tuvo lugar otra sesión en la que se pidió a los miembros del Parlamento que permaneciesen en sus escaños hasta altas horas de la noche. Por la tarde se hizo un llamamiento a los soldados soviéticos para que se negasen a seguir las órdenes de sus superiores ante la creciente preocupación por la población civil. Ya de noche y siguiendo las órdenes gubernamentales, varios camiones y maquinaria agrícola y de construcción llegaron a Riga cargados de troncos con los que construir barricadas. En cuanto a los vehículos en cuestión fueron aparcados en varios puntos de la ciudad para bloquear las calles. Por otra parte, los manifestantes fueron llegando a lo largo del día desde todos los rincones del país. Las barricadas fueron percibidas como un acto de resistencia no violenta de gente preparada para hacer de escudo humano, sin embargo, hubo quienes armas de toda clase, incluido varios cócteles molotov que fueron finalmente confiscados por razones de seguridad. La milicia letona estuvo armada con subfusiles y armas de fuego corta.
Posteriormente el Gobierno sería criticado por no proveer de armas a la población. Tras el asalto del OMON al Ministerio del Interior, quedó demostrado que disponían de un considerable arsenal.
Los camiones fueron cargados con material de construcción y con escombros de demoliciones aparte de otros materiales. También se usaron bloques de hormigón, paredes y alambradas. El levantamiento de las barricadas duró tres horas y se colocaron en puntos estratégicos como los edificios cercanos al Consejo Supremo (casco antiguo, cerca de la Catedral de Santiago), del Consejo de Ministros (zona centro, cerca de la Catedral de la Natividad), Televisión Letona (Zakusala) y Radio Letona (Catedral de Riga), Telefónica (Zona Centro), Radio Ulbroka y los puentes. También se fortificaron otros puntos del país.
Otro de los objetivos fue la de grabar los eventos venideros, no solo por motivos históricos y/o personales, sino para demostrar al mundo lo que estaba sucediendo. Alrededor de trescientos periodistas extranjeros llegaron a Riga con el beneplácito del Gobierno, el cual se comprometió a ofrecerles toda la información al momento.
La mayor parte de los objetivos estratégicos eran de vital importancia para el intercambio de información, razón por la cual en caso de ataque soviético, las fuerzas letonas podrían defender las posiciones el tiempo suficiente para informar a la comunidad internacional. Por ejemplo, era esencial mantener conexiones con el extranjero (incluido la Unión Soviética). Durante aquel tiempo también funcionó la señal radiofónica y televisiva desde donde se mantenía informada a la población en todo momento.
Aparte de las barricadas, se instalaron además varios puntos de primeros auxilios con equipamiento y suministro médico. A los lugares llegaron médicos y doctores de varios hospitales locales, y los turnos eran a jornada completa salvo para aquellos que tenían trabajo, estudios o debían volver a sus hogares. La mayoría de trabajadores que estuvieron en las fortificaciones continuaron recibiendo sus respectivos salarios independientemente de si habían ido a sus puestos de trabajo. Ivars Godmanis, Primer Ministro mantuvo regularmente reuniones con los líderes de cada barricada. El Frente Popular también fue partícipe para discutir las tácticas a emplear, tales como reforzar la protección de los objetivos más importantes, las provisiones, etc,. Por otra parte también debieron lidiar con los sectores prosoviéticos que intentaban realizar actos de sabotaje.

### Combates

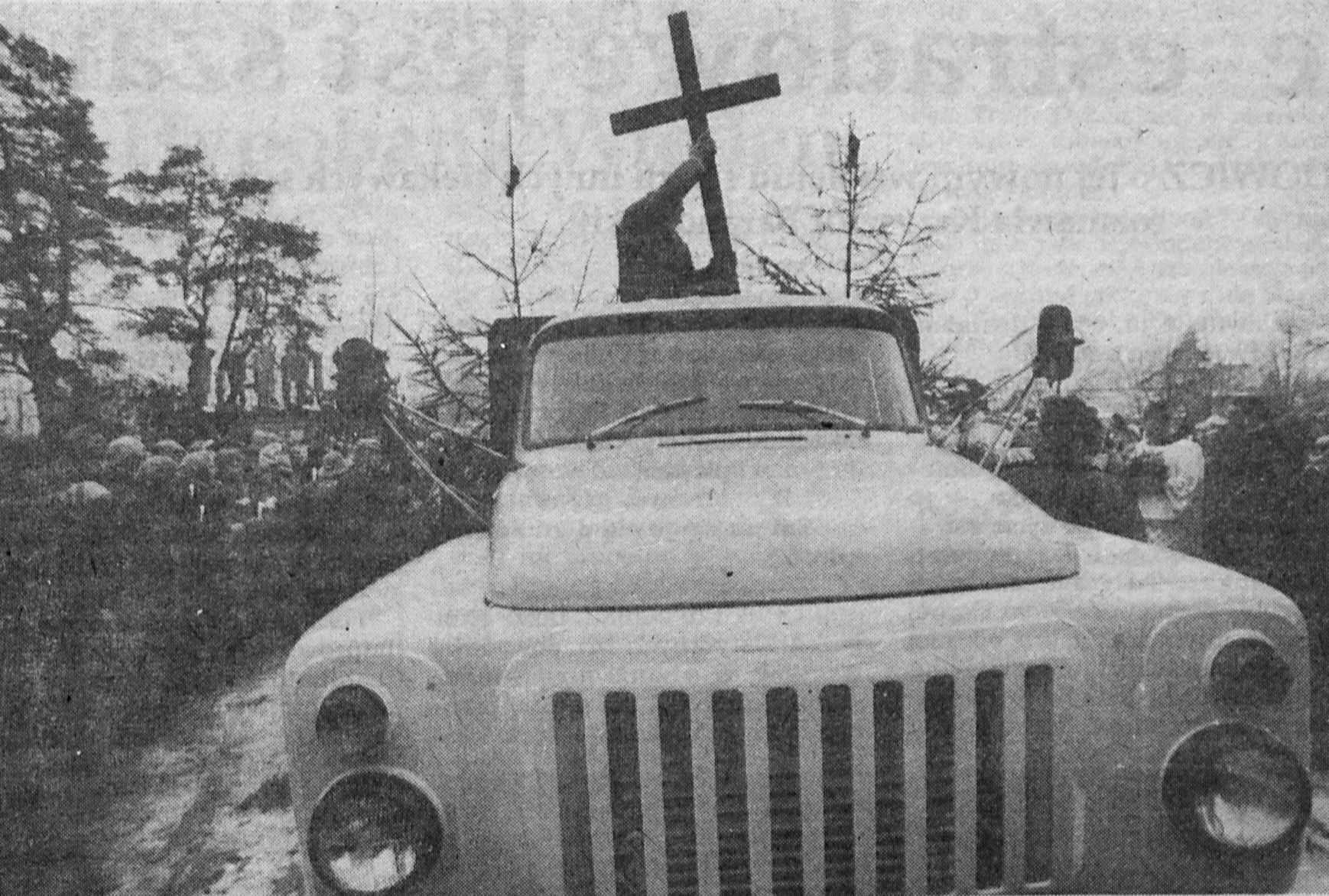
Funeral de Roberts Mūrnieks

El 14 de enero, el Comandante del ejército del Distrito Militar Báltico: Fyodor Kuzmin lanzó un ultimátum contra el representante del Consejo Supremo Anatolijs Gorbunovs en el que exigía se derogasen las leyes vigentes. La OMON por su parte atacó los puentes de Brasa y Vecmilgrāvis. Aquel día ardieron diecisiete coches, y a primera hora de la madrugada volvieron a lanzar ataques contra la capital, en esta ocasión la rama local de la Academia de Policía de Minsk. Más tarde, por la mañana, cerca de 10.000 civiles se reunieron en un mitin del Interfronte, desde donde el Comité Popular de Rescate afirmó que "estaban tomando el control de Letonia". Tales declaraciones fueron emitidas a los medios de comunicación prosoviéticos.
El 16 de enero, el Consejo Supremo hizo un llamamiento a la policía militar para que custodiase la sede gubernamental durante toda la noche con el fin de proteger a los parlamentarios presentes. A las 04:45 se produjo otro ataque en Vecmilgrāvis en el ministro de Transporte Roberts Mūrnieks recibió un disparo por detrás en la cabeza. Dos horas después fallecería en el Hospital N.º 1 de Riga en la UCI siendo la primera víctima mortal de los sucesos de las Barricadas. Otras dos personas resultaron heridas. A las 06:30 se añadiría otra víctima a la cantidad de heridos, y dos horas después estallaría una bomba.
El 17 de enero, el Comité del LKP declaró que "el fascismo estaba resurgiendo en Letonia". Aquel mismo día una delegación del Soviet Supremo visitó la ciudad. Una vez de vuelta en Moscú afirmaron que "la población letona estaba a favor de instaurar un poder ilimitado a las autoridades soviéticas".
El día 18, el Soviet Supremo decidió formar un comité nacional de autodefensa. Por su parte, el Frente Popular insistió en proteger las barricadas. Al día siguiente se celebró el funeral de Mūrnieks. Posteriormente tendría lugar otra manifestación contraria a las autoridades soviéticas. Por la noche, la OMON arrestó y agredió a cinco miembros de una unidad de guardias voluntarios.

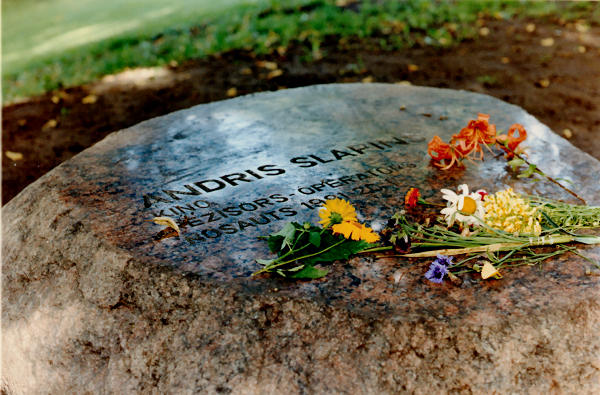
Placa conmemorativa que recuerda el punto exacto donde falleció Andris Slapinš mientras cubría la información de los ataques

El 20 de enero, alrededor de 100.000 personas se reunieron en Moscú para mostrar su apoyo a las repúblicas bálticas y pedir a los oficiales soviéticos el cese de las hostilidades. Casualmente, aquella tarde resultó ser la más letal después de que la OMON y otros grupos de combate no identificados atacasen el Ministerio del Interior. En el asalto fallecieron: dos agentes de policía (Vladimirs Gomanovičs y Sergejs Kononenko), un operador de cámara y director (Andris Slapinš) y un joven de 17 años (Edijs Riekstinš). Otra de las víctimas fue Gvido Zvaigzne, quien fallecería el 5 de febrero a causa de la gravedad de sus heridas. En cuanto a los heridos, hubo cinco policías de Bauska, los cuales estuvieron presentes en las barricadas. También un húngaro, un periodista finés y un operador de cámara ruso del programa Vzglyad. Cabe destacar que los agresores también sufrieron daños. Tras la batalla, la OMON se trasladó a la sede del LKP. Posteriormente, el Gobierno urgió a transferir el control de las barricadas a las fuerzas gubernamentales. Esta decisión fue vista por algunos como un acto de desafección. Posteriormente, las barricadas serían derruidas. 
El día 21 el Consejo Supremo hizo un llamamiento a los jóvenes para que presentasen sus candidaturas laborales en el sistema del Ministerio del Interior. Más tarde, Gorbunovs viajaría a Moscú para reunirse con Gorbachov, con quien trató la situación de Letonia. Al día siguiente, Pugo volvería a negar tener algo que ver con el ataque al Ministerio del Interior. Aquel mismo día se produciría otro ataque mortal.
Cuatro días después tendría lugar el funeral a las víctimas de los ataques del 20 de enero.

## Posteriormente
Las barricadas permanecieron en las calles de Riga durante muchos años. Por ejemplo, la que protegía el Consejo Supremo fue retirada únicamente en otoño de 1992. En marzo todavía quedaban algunas por las calles en respuesta a, no solo los eventos que estaban teniendo lugar en Lituania, sino también a un referéndum que iba a tener lugar sobre la preservación de la Unión Soviética, la cual el Gobierno letón pretendió boicotear. Dicha consulta salió con un resultado favorable del 77,8%.
Más adelante, las fuerzas letonas tuvieron que hacer frente a las prosoviéticas desde finales de 1991 hasta mediados del año siguiente cuando la OMON volvió a lanzar ataques contra cinco puestos fronterizos y también durante el intento de golpe de Estado en agosto, razón por la que se volvieron a erigir de nuevo las barricadas. Durante estos incidentes se produjo la muerte de un civil letón a manos de las fuerzas soviéticas.
Por aquel entonces, el Gobierno tenía la intención de llevar a cabo la secesión de manera gradual, sin embargo optaron por declarar la independencia de inmediato, la cual fue reconocida por la Unión Soviética el 6 de septiembre de 1991. Tres meses después se produciría la disolución definitiva del antiguo régimen.

## Responsabilidades
La mayor parte de los ataques fueron llevados a cabo por la OMON en la capital, sin embargo también se vio otra unidad de combate en el ataque al Ministerio de Asuntos Interiores y se especuló que pudiese tratarse del Grupo Alfa, la cual también actuó en Vilna. En una entrevista con el cineasta Juris Podnieks, un agente de la OMON declaró que en un principio estaba planeado atacar Riga y no Vilna hasta que se produjo un cambio en la última semana. También añadió que se encontraban tan bien preparados que no había necesidad de recurrir a las fuerzas militares, presentes en Riga por aquel entonces.
Después de que la OMON asaltase la Casa de la Prensa, estos afirmaron que varios oficiales de alto rango del Gobierno soviético como Boris Pugo y Mijáil Gorbachov estuvieron al corriente, contradiciendo la versión de estos dos, los cuales negaron en todo momento haber tenido algo que ver. El Consejo Supremo acusó al LKP de planificar el intento de golpe junto con el grupo Soyuz.
Dimitriy Yuzhkov reconoció los primeros ataques con bomba por parte de los militares soviéticos, sin embargo no admitió los demás. Por otro lado, la prensa comunista acusó a los nacionalistas letones. Por estos sucesos, varios agentes de la OMON fueron procesados, aunque la mayoría no fue condenada. En cuanto a las organizaciones partidarias del régimen soviético: LKP, Interfronte, Comité Popular de Rescate, etc,. fueron ilegalizadas por decisión del Parlamento. A esto se añaden dos líderes del LKP y del Comité procesados por traición.
 El 9 de noviembre de 1999, el Tribunal del Distrito de Riga halló a diez antiguos miembros de la OMON culpables de haber sido partícipes en los ataques.
Más adelante Viktor Alksnis transfirió a un importante número de fuerzas bálticas de la OMON a Moldavia para apoyar al régimen separatista de Transnistria, donde Vladimir Antyufeyev, Comandante de la OMON de Riga, asumió el rol de Ministro de Seguridad hasta 2012 bajo el pseudónimo de Vladimir Shevstov. Dos años después, Antyufeyev haría acto de presencia en Ucrania como "Vice-Primer Ministro" de la autoproclamada República Popular de Donetsk.

## Legado

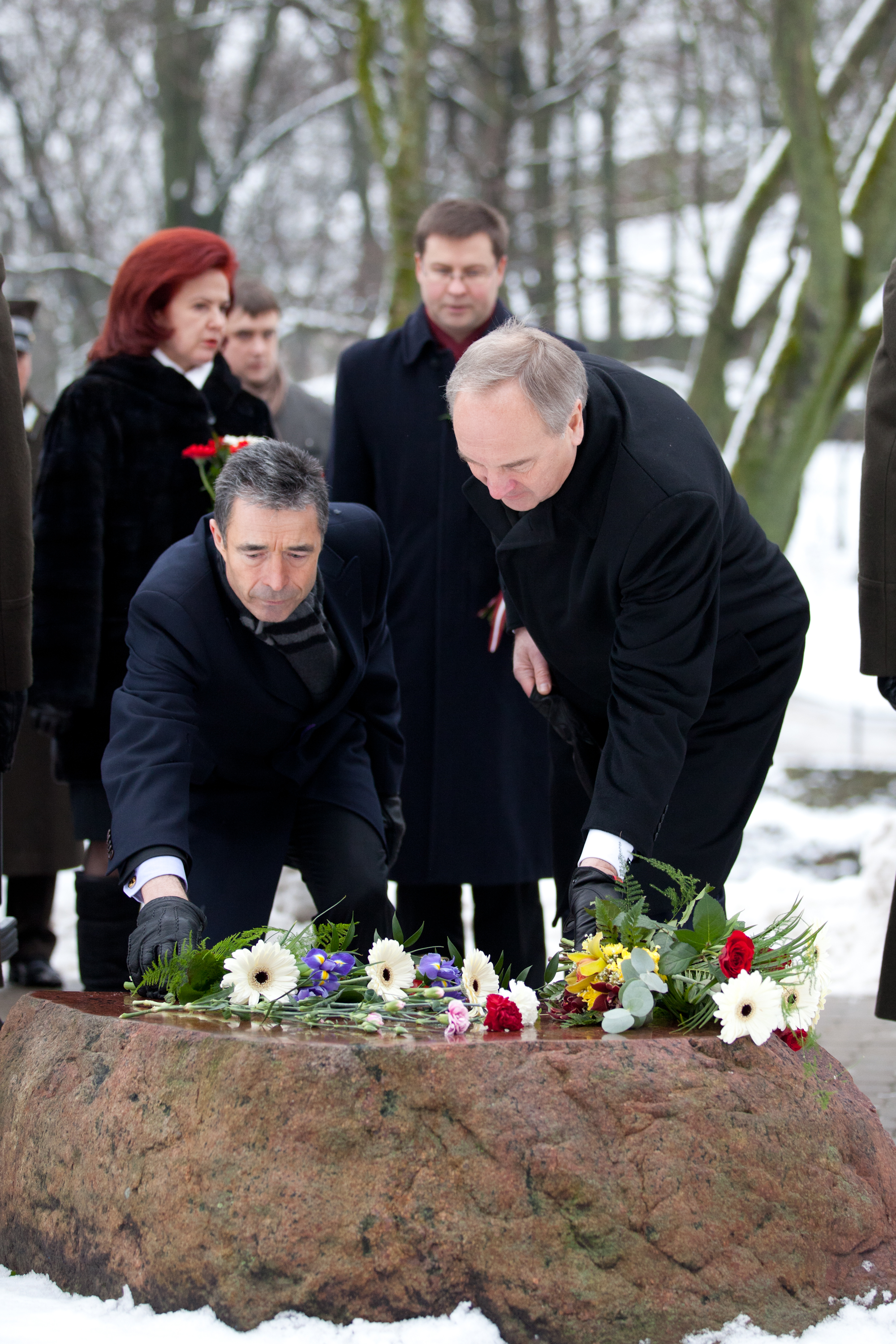
El Secretario General de la OTAN Anders Fogh Rasmussen junto con el Presidente letón Andris Bērziņš en un acto conmemorativo de 20212

### Conmemoración
En 1995 se creó un fondo económico para los Participantes de las Barricadas de 1991. Los ingresos son destinados a las familias de las víctimas y también recopila información sobre los presentes en los sucesos. Seis años después se inauguraría un museo para mostrar a los visitantes la historia de aquel entonces.
Cada 20 de enero se conmemora el Día de los Participantes al igual que el 18 de noviembre, 4 de mayo y el 21 de agosto. Los participantes son galardonados con una medalla conmemorativa por el valor y el altruismo mostrado durante el episodio de las barricadas.
También se pueden ver monumentos por toda Letonia relacionados con los sucesos.

### Resistencia no violenta
Las Barricadas fueron un ejemplo de resistencia no violenta en la que se pidió a los manifestantes no ir armados a pesar del proceder desproporcionado de las fuerzas soviéticas contra estos.
El Frente Popular desarrolló un plan llamado "Instrucciones para la hora-X" que fue publicado en diciembre de 1990. En él se explicaba como debía ser el procedimiento a seguir en caso de sufrir alguna agresión externa, en este caso de la Unión Soviética. El manual aconsejaba mostrar una actitud pacífica y documentarlo todo con fotos y vídeos de manera que se pueda contrarrestar la propaganda del Kremlin.